# Libro de buen amor
El Libro de buen amor (1330 y 1343), también llamado Libro del Arcipreste o Libro de los cantares, ya que los manuscritos existentes no facilitan un título, es una obra del Mester de clerecía del siglo XIV. Es una composición extensa, formada por más de 1700 estrofas de carácter variado, cuyo hilo conductor lo constituye el relato de la autobiografía ficticia del autor (Juan Ruiz, arcipreste de Hita). Está considerada una de las cumbres literarias españolas de cualquier tiempo, y no solo de la Edad Media. 
El libro contiene una colección heterogénea de diversos materiales unidos en torno a una pretendida narración autobiográfica de asuntos amorosos del propio autor, quien es representado en una parte del libro por el episódico personaje de don Melón de la Huerta. En él aparecen representadas a través de sus amantes todas las capas de la sociedad bajomedieval española.
En el transcurso del argumento principal, se intercalan fábulas y apólogos que constituyen una colección de exempla. Asimismo se pueden hallar alegorías, moralidades, sermones, y cantigas de ciegos y de escolares de tipo goliardesco. También se recogen composiciones líricas profanas (serranillas, muchas veces paródicas, derivadas de las pastorelas) al lado de otras religiosas, como himnos y gozos a la Virgen o a Cristo.
Los materiales narrativos están fundados en la parodia de las comedias elegíacas medievales en latín de ámbito escolar pseudoovidianas, como De vetula y Pamphilus, en las que el autor es protagonista de aventuras amorosas que alternan con poemas vinculados con ellas. Pamphilus, además, es citado en el Libro de buen amor como base del episodio de Don Melón y Doña Endrina. Además de materiales derivados del Ars amandi de Ovidio, también se parodia la liturgia de las horas canónicas o los cantares de gesta, así en el combate de don Carnal con doña Cuaresma. Otros géneros que se pueden encontrar en el Libro son los plantos, como el hecho a la muerte de Trotaconventos, personaje que constituye el precedente más claro de La Celestina o las sátiras, como las dirigidas contra las dueñas chicas o el poder igualador del dinero; o las fábulas, de la tradición medieval esópica o manuales pedagógicos, como el Facetus, que considera la educación amorosa como parte del aprendizaje humano. Aunque se han propuesto fuentes árabes, la crítica actual se decanta por considerar que El libro de buen amor desciende de la literatura latina medieval clerical.

## Manuscritos
Del Libro de buen amor existen tres manuscritos, ninguno completo, cuyas divergencias hicieron pensar a Ramón Menéndez Pidal que podían responder a dos redacciones distintas hechas por el autor en diversos momentos de su vida:
- Manuscrito «S» por proceder de Salamanca; concretamente del Colegio Mayor de San Bartolomé. Estuvo un tiempo en la Real Biblioteca de Madrid y ahora se conserva en la Biblioteca de la Universidad de Salamanca (ms. 2663). Por su letra, es de comienzos del siglo XV y es el más completo, ya que incorpora añadidos que no están en los otros dos. El colofón está atribuido a Alfonso de Paradinas.
- Manuscrito «G», así denominado por pertenecer en su tiempo a Benito Martínez Gayoso. Hoy se encuentra en la Biblioteca de la Real Academia Española. Está datado a finales del siglo XV.
- Manuscrito «T», llamado así por haber pertenecido a la Catedral de Toledo. Hoy custodiado en la Biblioteca Nacional de España. Se considera que está escrito a finales del siglo XIV.[2]

## Temática y estructura
El título con que hoy se conoce la obra fue propuesto por Menéndez Pidal en 1898, basándose en distintos pasajes del propio libro, especialmente el de la cuaderna 933b, cuyo primer hemistiquio reza «'Buen Amor' dixe al libro».
En cuanto a la fecha de redacción, varía según el manuscrito: en uno el autor afirma que lo terminó el 1330 y en otro en 1343; esta última fecha sería una revisión de la versión de 1330 en la que Juan Ruiz añadió nuevas composiciones.
El libro se caracteriza por su variedad de:
1. Contenido (ejemplos, narraciones amorosas, serranillas, elementos didácticos, composiciones líricas, etc.)
2. Métrica (además de la cuaderna vía utiliza estrofas de dieciséis versos, estrofas zejelescas, etc.)
3. Tono (serio, festivo, religioso, profano, etc.)

Los materiales centrales de que consta esta obra son:
- La introducción, donde el autor explica el sentido e interpretación del libro. Consta de una plegaria en cuaderna vía a Dios y a la Virgen en que solicita su ayuda, un proemio en prosa que adopta el género de sermón culto (o divisio intra, pero escrito en castellano) que podría ser paródico y otra oración invocando de nuevo el favor divino para llevar a cabo el libro, para terminar con dos gozos líricos a Santa María.
- Una autobiografía ficticia del autor, que constituye el hilo conductor de toda la obra. En ella se relatan sus amores con distintas mujeres, todas de diferente origen y condición social: una monja, una mora, una dueña que vio estar orando, una panadera, una mujer de alta posición, varias serranas, etcétera, ayudado por una tercera o alcahueta, Urraca, más conocida como la Trotaconventos.
- Una colección de enxiemplos (apólogos, fábulas y cuentos), que sirven como enseñanza moral y cierre de los episodios.
- La disputa entre el autor y don Amor (un personaje alegórico), donde el primero acusa al Amor como responsable de los pecados capitales y el segundo da consideraciones de cómo ha de ser la mujer y el galán.
- La narración de los amores de don Melón y doña Endrina (adaptación de la comedia humanística medieval Pamphilus).
- El relato alegórico de la batalla entre don Carnal y doña Cuaresma, en realidad una parodia de los cantares de gesta medievales.
- Un comentario al Ars amandi del poeta latino Ovidio.
- Sátiras de tono y contenido goliardesco, como la parodia de las horas canónicas, la «Cantiga de los clérigos de Talavera», el elogio de las dueñas chicas, o la sátira «Contra la propiedad que el dinero ha».
- Una serie de composiciones líricas religiosas, casi siempre marianas (Gozos de Santa María).
- Un conjunto de diversas composiciones líricas profanas: el planto a la muerte de Trotaconventos, cantigas de ciego y para escolares.

## Interpretación de la obra
La intención de la obra resulta ambigua a causa de su gran heterogeneidad. En algunos casos tiene el sentido de amor devoto, pero en otros se refiere a la habilidad respecto al amor carnal.
Menéndez Pelayo fue el primero en señalar el carácter goliardesco de la obra, si bien negó que hubiese ningún ataque contra los dogmas o insurrección contra la autoridad, como otros vieron después, actitud que es precisamente un rasgo distintivo de la poesía goliardesca.
También ha sido muy discutido entre los especialistas el posible carácter didáctico del Libro de buen amor. Mientras autores como José Amador de los Ríos, Leo Spitzer o María Rosa Lida de Malkiel defienden el didactismo como parte inseparable de la obra, otros como Américo Castro o Sánchez Albornoz lo niegan, y consideran que Juan Ruiz fue más cínico que moralista, más hipócrita que piadoso. Juan Luis Alborg, por su parte, hace una analogía con el uso que hizo Cervantes de las novelas de caballerías para verter su ironía y su visión personal; del mismo considera que "el Arcipreste se instala dentro de las formas didácticas medievales".
Su obra refleja el multiculturalismo del Toledo de su época. Entre las varias mujeres a las que intenta enamorar (el único caso en que tiene relaciones carnales se produce cuando le asalta la serrana «La Chata», si bien las serranas salvajes eran personajes de un género literario muy tipificado) hay una mora, y se jacta de su talento como músico, que compone música para danza andalusí y judía. También durante la batalla entre Don Carnal y Doña Cuaresma viaja a la aljama de Toledo, donde los carniceros y rabinos lo invitan a pasar un «buen día». María Rosa Lida de Malkiel ha querido ver la influencia del género de narrativa en prosa rimada, las maqāmat, cultivado por varios autores peninsulares en árabe y hebreo durante los siglos XII-XIV.
El libro contiene, además, un pasaje en que se presenta una protesta de tipo goliardesco frente a la postura de Gil de Albornoz que pretendía extender a su diócesis la doctrina papal del celibato obligatorio. Esta chocaba con la tradición hispánica de la barraganía o contrato de convivencia de un sacerdote con una mujer, costumbre más asentada en un territorio multicultural como era la diócesis de Toledo, antaño fuente de la herejía del adopcionismo de Elipando, engendrada por la convivencia entre judíos, musulmanes y cristianos. Así se expresa en la «Cántiga de los clérigos de Talavera» incluida en dicho libro, donde se protesta airadamente contra las disposiciones del arzobispo contra la barraganía en la archidiócesis. Tal protesta fue la que pudo acarrearle la prisión por parte del arzobispo. Esta postura crítica hacia el alto clero, como el restante contenido desenfadado y crítico de su libro, le emparenta con la literatura goliardesca.
Daniel Eisenberg ha defendido que el "buen amor" para Juan Ruiz era el amor de la dueña, la mujer disponible, ni virgen ni casada. El "mal amor" contra el cual rompe una lanza era el amor de los "garzones" o muchachos. En vez del joven inaguantable (Don Hurón), se puede escoger lo que el texto a continuación presenta: la "dueña chica". Si bien la intención del Libro ha sido tradicionalmente leída desde la filología y el posestructuralismo en términos de ars amoris, obra doctrinal, parodia y ambigüedad del signo lingüístico, Juan Escourido sostiene que la intención, antropología y legitimación del poema se basan en una estética de la alegría.

## Autoría y datación
El propio autor revela su nombre y su cargo eclesiástico en distintos lugares de la obra: «Joan Roíz, açipreste de Fita» (cuaderna 19b-c) y «Yo Johan Ruiz, el sobredicho açipreste de Hita» (c. 574a), pero no fue hasta 1984 que Francisco J. Hernández encontró una mención a un «uenerabilibus Johanne Roderici archipresbitero de Fita», prueba definitiva de la existencia real de Juan Ruiz en combinación con el título eclesiástico y en total coincidencia con la referencia que de sí mismo da él en los lugares citados del Libro de buen amor. Por lo demás, nada se sabe de la biografía de Juan Ruiz, más allá de este testimonio documental.
La fecha de composición de la obra está extraída también de la información que proporcionan los códices. El manuscrito G transmite que el libro fue terminado en 1330. Sin embargo, en el manuscrito S —que contiene material nuevo— aparece fechado en 1343. La crítica mayoritariamente conviene en que Juan Ruiz utilizó episodios compuestos previamente para hilvanar su libro, y que su primera versión sería de 1330. Posteriormente el arcipreste añadiría más poemas (sobre todo líricos) para configurar el Libro de buen amor tal y como se edita en la actualidad.
El investigador Mariano Calvo llega a la conclusión de que el arcipreste de Hita compuso la versión definitiva del Libro de Buen Amor en la cárcel arzobispal de Toledo, situada en la casa del Callejón del Vicario rotulada modernamente con el número 3.

## Poesía lírica
Contiene el libro, además del contenido central narrativo escrito en tetrástrofo monorrimo (cuaderna vía), una considerable cantidad de poemas en versos de arte menor de métrica tradicional y contenido lírico, lo que convierte al Libro de buen amor en el primer repertorio escrito de lírica en lengua castellana en una época (primera mitad del siglo XIV) en la que la mayor parte de este género poético en Castilla se escribía en gallego-portugués.
Ya en el sermón culto en prosa con que se inicia la obra, Juan Ruiz declara que uno de sus fines al escribir esta obra era: 

[...] dar a algunos leçión e muestra de metrificar e rrimar e de trobar.
Libro de buen amor, ed. de Gybbon-Monypenny, 1984, págs. 110-111.

Efectivamente, el Libro hace gala de la variedad lírica de géneros y formas de la lírica castellana de la época e incluye desde lírica religiosa —himnos, gozos, oraciones— hasta canciones zejelescas de carácter goliárdico, además de que en las serranas del arcipreste hay ecos de la pastorela provenzal.
Destaca por su carácter jocoso la troba cazurra —cazurros eran juglares de la más marginal condición social— que inserta en el episodio del joven Ferrand García, que pretende a una panadera llamada Cruz. Escrita como un zéjel y con importantes huellas mudéjares, todo el poemita es un juego de equívocos donde la disemia se establece entre los significados de la imaginería católica y los equívocos sexuales:

Cruz cruzada panadera
tomé por entendedera
tomé senda por carrera
como andaluz.

Cuidando que la habría,
 díxielo a Ferrand Garçía
que troxiese la pletesía
 e fuese pleités e duz.

Díxome que l' plazía de grado
e fizo se de la cruz privado;
a mí dio rumiar salvado,
él comió el pan más duz.
Libro de buen amor, est. 116-118.

Pero la mayor parte de los poemas líricos del libro se dedican a la devoción religiosa, en su mayor parte de temática mariana, aunque también hay otras a la crucifixión de Cristo. Es significativa la presencia de gozos a la Virgen, un género que consistía en un conjunto de reflexiones de carácter lírico acerca de los principales acontecimientos de la vida de María, desde la Anunciación a la Asunción. Los gozos relataban inicialmente cinco episodios, que posteriormente la poesía latina franciscana aumenta a siete. Sin embargo, el número de pasajes fue incrementándose y se conservan en el manuscrito del Libro de miseria de omne —un tratado que aborda el tópico del De contemptu mundi— unos gozos de fines del siglo XIV de doce pasos, pero, a diferencia de los del arcipreste de Hita, están escritos en estrofa de cuaderna vía.
Por otro lado, no hay ningún ejemplo, salvo la lírica de Juan Ruiz, de poesía religiosa en castellano escrita con estructura de estribillo hasta el siglo XV, y es altamente probable que fuera el primero en componer este tipo de metros en lengua vernácula. Cobraría así mayor sentido la intención declarada en su prólogo en prosa de «dar [...] leçión e muestra de metrificar e rrimar e de trobar».

## Estilo
Juan Ruiz, el arcipreste de Hita, se considera a sí mismo como el primer poeta que versifica en todos los géneros existentes en castellano. Su libro refleja una cultura propia de los clérigos, usa un lenguaje rico, creativo, de variados registros (desde el popular y coloquial hasta el de la oratoria eclesiástica), de extenso léxico, que incluye términos en árabe andalusí de su época.
Gusta de acumular sinónimos parciales y de ampliar los conceptos, recursos que se relacionan con las técnicas del sermón.
Al final de su libro declara que cualquiera podrá añadir o corregirlo, con la única condición de que supiera hacerlo bien, actitud abierta que se enfrenta a la de otros escritores contemporáneos que pretendían fijar su texto, como por ejemplo Don Juan Manuel.
Por otra parte, su obra demuestra un profundo conocimiento de las pasiones humanas y se caracteriza por un portentoso balance entre la delicadeza y la desvergüenza, logrado por medio de una inteligencia muy fina, ambigua e irónica, pese a lo cual la obra posee brío y audacia. Por otra parte, ofrece una panorámica social muy completa de los comienzos del siglo XIV que refleja las tensiones sociales entre la naciente burguesía y los estamentos privilegiados (clero y nobleza) de la sociedad, como en la sátira "De la propiedad que el dinero ha", donde es perceptible el papel del dinero como destructor del rígido orden estamental.
Figuras retóricas que utiliza:
1°Reduplicación 
2°Aposiciones 
3°Repeticiones
4°Interrogaciones retóricas

## Lengua
El texto presenta las características típicas del español medieval tardío. El texto presenta vacilaciones, por ejemplo, entre la forma de diminutivo -illo frente a -iello; las alternancias verbales como fazía~fazié. También los cuantificadores muy~mucho alternan frente al adjetivo (en español contemporáneo suele aparecer muy ante adjetivo –muy grande, muy malo– salvo si este está en grado comparativo –mucho mayor, mucho peor–). También se observa la pérdida incipiente del artículo frente al posesivo: si bien en el español medieval más antiguo la forma común era como en la mi muger 'mi mujer', en el Libro del buen amor alternan la forma más antigua con la forma moderna la mi~mi o la su~su.
También existen multitud de palabras que muestran diferencias fonéticas respecto al español moderno:
- Si bien predomina la presencia de /f-/ inicial aparecen unas cuantas <h>- (como en el español moderno).
- Existen ciertas diferencias en la primera vocal del pretérito simple fezo, veno junta a formas cercanas a las modernas fizo, vino 'hizo, vino'.
- Tras las consonantes /d, n, l, ll, r, z/ es frecuente la apócope de /-e/ como en pid, vien, val, quier, faz frente a las formas modernas pide, viene, vale, quiere, hace (en español moderno se conservan unos pocos apócopes tras coronal buen, gran derivados de bueno, grande).

Algunos de los manuscritos muestran un buen número de leonesismos, aunque estos podrían ser más bien obra de los copistas posteriores y no del propio autor del texto. Entre estos están selmana en lugar de semana, vilda en lugar de viuda, -m final como en tam, arpom, guardam' o vacilaciones en la vocal pretónica liçión, loxuria, canistillo 'lección, lujuria, canastillo'.

## Influencia
La existencia de tres manuscritos —ninguno completo— es indicio de que la obra fue conocida y leída durante la Edad Media, al menos hasta la invención de la imprenta. Se conserva incluso una versión muy fragmentaria del siglo XIV en portugués. Pudo servir el Libro de buen amor de repertorio de poemas de juglares a juzgar por otros fragmentos hallados al término de un códice que contiene una crónica y termina con un conjunto de materiales misceláneos. Pasajes de esta obra pudieron, por tanto, transmitirse oralmente.
Se ha señalado la posible influencia del libro de Juan Ruiz en la obra de Chaucer; asimismo, citan el libro del arcipreste en el siglo XV el arcipreste de Talavera y el marqués de Santillana. Sin embargo, a partir del siglo XVI, las huellas del libro en la literatura posterior se reducen notablemente. La recepción del Libro de buen amor ha sido estudiada por Alan Deyermond en su artículo «La difusión y recepción del Libro de buen amor desde Juan Ruiz hasta Tomás Antonio Sánchez: cronología provisional».